# René Álvarez Falcón
René Álvarez es un deportista venezolano que nació en Caracas en el año 1968. 
Se dedicó desde niño a la natación, gracias al impulso de su padre, quien lleva el mismo nombre. Su familia perteneció siempre al Club Puerto Azul, lo que le llevó a practicar a los 13 años la clase sunfish como distracción. Años después, se traslada a la Isla de Margarita para estudiar Biología Marina, especializándose en Acuicultura, y es en esos momentos donde comienza a practicar el velerismo como deporte, desde muy joven fundó la primera escuela de vela del estado Nueva Esparta, llegando a tener cerca de 70 timoneles de Optimist
Inicia participación en competencia en el año 1987 en la Clase Olímpica Láser (vela) y posteriormente forma parte del equipo nacional de la clase J/24.

## Palmarés
- 1989
  - Subcampeón Nacional clase Laser
  - Medalla de Oro, XI Juegos Deportivos Bolivarianos Maracaibo 1989. Clase Laser
- 1990
  - Campeón Nacional Láser (vela)
  - Campeón Circuito de Vela Oriente

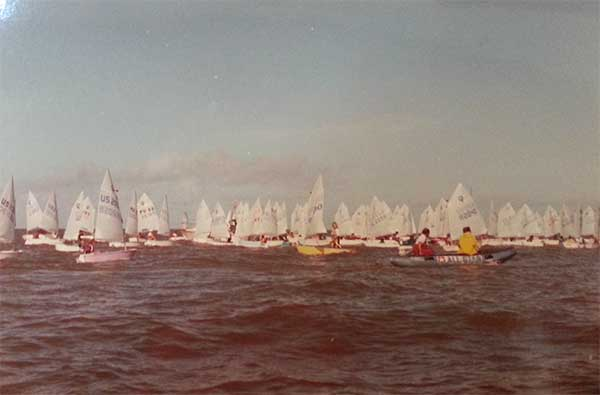
Rene Álvarez en un entrenamiento de Optimist.

  - Campeón absoluto Regata Corpoven
  - 6º Lugar Juegos Centroamericanos y del Caribe 1990, clase Laser
  - 1º lugar Semana Náutica Internacional de Schoelcher, Martinique 1990 Clase Laser

- 1991
  - Subcampeón Nacional Clase Laser
  - Campeón Circuito de Vela Oriente
  - Campeón absoluto Regata Corpoven El Palito Estado Carabobo
  - 2 do lugar Semana Náutica Internacional de Schoelcher, Martinique 1991 Clase Laser
  - 5.º lugar Juegos Panamericanos de 1991, clase Laser
  - Puesto 23 de 165 embarcaciones Campeonato Sudeste Brasilero de Clase Laser 1991
  - Puesto 17 de 189 embarcaciones Campeonato Suramericano de Clase Laser 1991
  - Campeón Regata Internacional de Bonaire, Clase Laser

- 1992
  - Campeón Nacional Láser (vela)

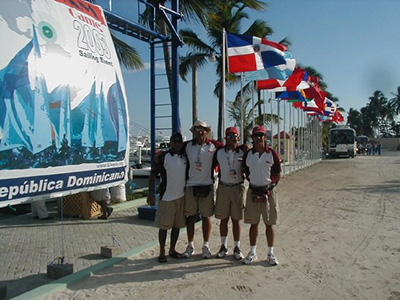
Rene Álvarez en los Juegos Panamericanos de 2003, clase J/24.

  - Subcampeón Circuito de Vela Oriente
  - Campeón absoluto Regata Corpoven
  - Campeón Regata Internacional de Bonaire, Clase Laser

- 1993
  - Campeón Nacional Clase Laser

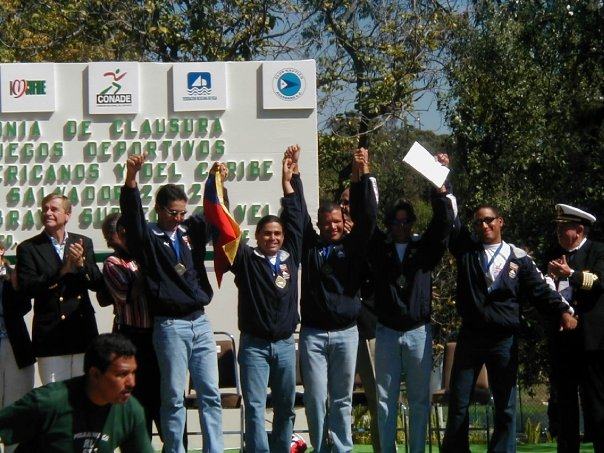
Entrega de la medalla de oro en la clase J/24. Juegos Juegos Centroamericanos y del Caribe 2001.

  - 4.º Lugar Juegos Centroamericanos y del Caribe 1993, clase Laser
  - Campeón Absoluto Circuito de Vela de Oriente
  - Clasificado para Juegos Olímpicos de Atlanta 1996 en la Clase Laser (Retirado del ciclo olímpico por accidente automovilístico)
  - Campeón Regata Internacional de Bonaire, Clase Laser
- 2002
  - Medalla de Oro en los Juegos Centroamericanos y del Caribe 2002, clase J/24
  - Campeón Nacional Clase J/24
- 2003
  - Campeón Nacional Clase J/24
  - Tercer lugar Campeonato Suramericano Clase J-24 Lima, Perú 2003
  - 8.º Lugar Campeonato Mundial J-24 en conmemoración de los 100 años de la Clase entre 127 embarcaciones. Newport, Rhode Island USA
  - 5.º Lugar Campeonato MidWinter, Miami Florida Clase J-24 Año 2003
  - 4.º Lugar en los Juegos Panamericanos de 2003, clase J/24
- 2011
  - Medalla de Plata Competencia por equipos Juegos Nacionales Láser (vela) 2011. Puerto La Cruz, Estado Anzoátegui
  - Medalla de Bronce Competencia Larga Distancia Juegos Nacionales Clase Laser 2011. Puerto La Cruz, Estado Anzoátegui.
- 2012
  - Tercer lugar Campeonato Nacional Copa Puerto Azul Láser (vela) 2012
  - Competidor activo Clase Laser y entrenador Nacional. Desde este momento ha entrenado una gran cantidad de jóvenes venezolanos y latinoamericanos, entre ellos al reciente Olímpico José Vicente Gutiérrez Lúpoli, quien ha clasificado a los Juegos Olímpicos de Río de Janeiro 2016

- Datos: Q20018262